# Anja Šimpraga
Anja Šimpraga (ur. 23 lipca 1987 w Kninie) – chorwacka polityk, agronom i samorządowiec narodowości serbskiej, parlamentarzystka, wiceprzewodnicząca Niezależnej Demokratycznej Partii Serbskiej, w latach 2022–2024 wicepremier.

## Życiorys
W 2009 technologię żywności w Veleučilište „Marko Marulić” w Kninie, a w 2012 studia z zakresu agronomii na Uniwersytecie w Zagrzebiu. Pracowała w administracji miejskiej w Kninie i jako koordynatorka projektu dotyczącego praw mniejszości.
Działaczka Niezależnej Demokratycznej Partii Serbskiej, została wiceprzewodniczącą tego ugrupowania. Weszła w skład rady miejskiej w Kninie, od 2015 pełniła funkcję wiceprzewodniczącego Serbskiej Rady Narodowej. W latach 2016–2020 zajmowała stanowisko zastępczyni żupana żupanii szybenicko-knińskiej. W 2020 objęła mandat posłanki do Zgromadzenia Chorwackiego. W 2024 utrzymała go na kolejną kadencję.
W kwietniu 2022 powołana na wicepremiera do spraw społecznych i praw człowieka w drugim rządzie Andreja Plenkovicia; zastąpiła na tej funkcji Borisa Miloševicia. Urząd ten sprawowała do maja 2024.